# Xolo Maridueña
Ramario Xolo Ramirez (Los Ángeles, 9 de junio de 2001), cuyo nombre artístico es Xolo Maridueña, es un actor estadounidense de ascendencia cubana-ecuatoriana y mexicana. Es reconocido principalmente por interpretar el papel de Miguel Díaz en la serie de televisión Cobra Kai. Hizo su debut cinematográfico interpretando a Jaime Reyes en la cinta Blue Beetle de 2023, producida por Warner Bros y DC Studios

## Vida personal
Su padre Omar G. Ramirez es estadounidense, de origen cubano-ecuatoriano , trabaja como productor musical, y su madre Carmen Sanchez es una locutora de radio mexicana.
Tuvo una relación con la actriz Hannah Kepple, se conocieron en el reparto de la serie de Netflix Cobra Kai, empezaron a salir después del término de la primera temporada en 2018, terminaron su relación en 2021.

## Carrera cinematográfica

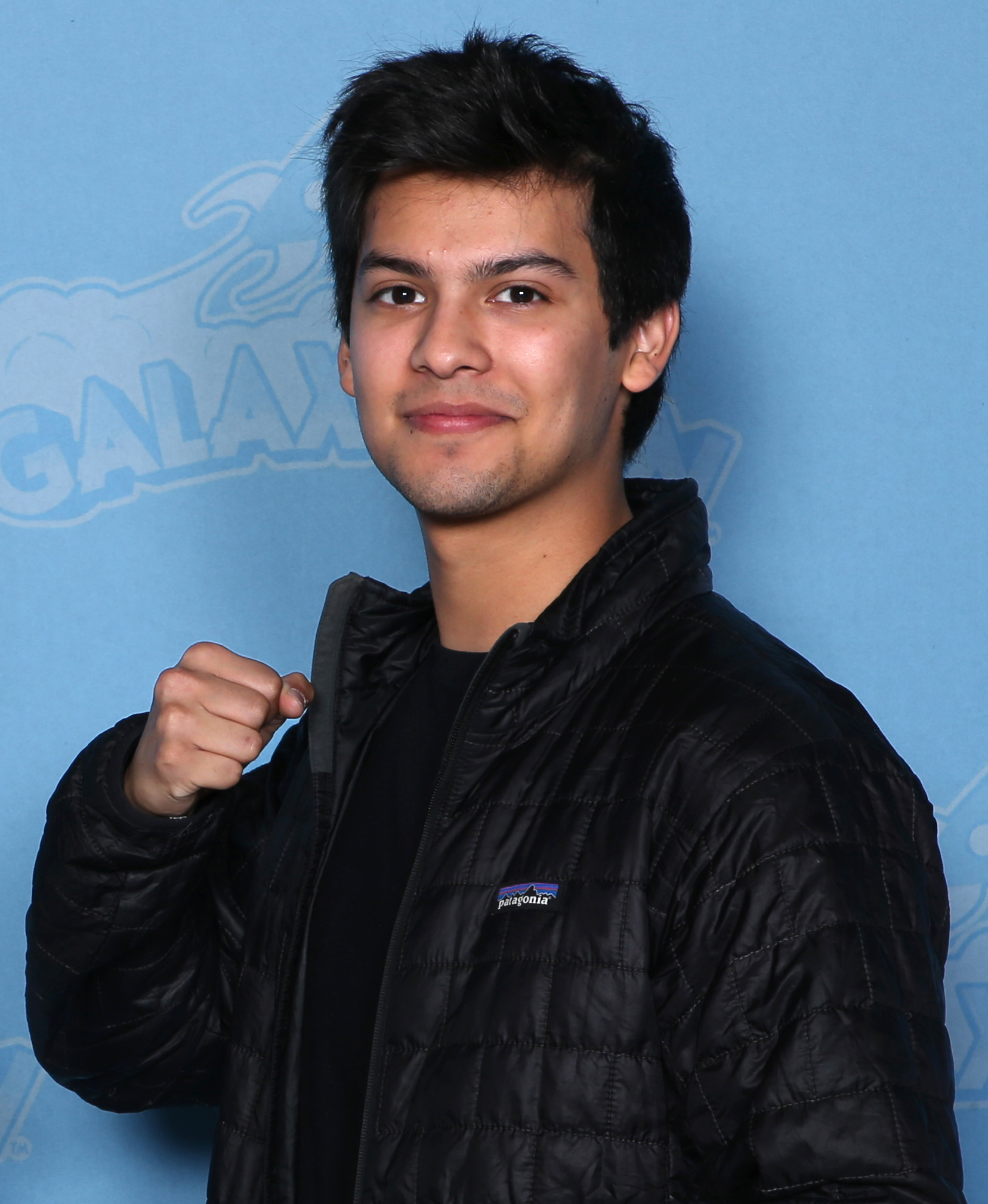
Xolo Maridueña en 2019.

Xolo Maridueña inició su carrera como actor interpretando el papel de Víctor Graham en la serie de televisión Parenthood, integrando el reparto principal y apareciendo en más de 50 episodios. Acto seguido apareció en las series Major Crimes, Mack & Moxy, Rush Hour y Twin Peaks. En 2018 interpretó el papel de Miguel Díaz, un joven de ascendencia ecuatoriana en la serie Cobra Kai, apareciendo nuevamente en su segunda y tercera temporada en 2019 y 2021. En 2019 además aportó la voz de Andrés en la serie animada Víctor y Valentino.

## Filmografía

### Cine y televisión
| Año         | Título                        | Papel                   | Notas                                                                        |
| ----------- | ----------------------------- | ----------------------- | ---------------------------------------------------------------------------- |
| 2012 - 2015 | Parenthood                    | Victor Graham           | 51 episodios                                                                 |
| 2013        | Dealin' With Idiots           | Manny                   | Película para televisión                                                     |
| 2013        | Major Crimes                  | Stefan Camacho          | Episodio: "Rules of Engagement"                                              |
| 2016        | Mack & Moxy                   | Xolo                    | Episodio: "S.T.E.M. Strong"                                                  |
| 2016        | Rush Hour                     | Isaiah                  | Episodio: "Captain Cole's Playlist"                                          |
| 2016        | Furst Born                    | Shawn                   | Película para televisión                                                     |
| 2017        | Twin Peaks                    | Chico en 1956           | Episodio: "Part 8"                                                           |
| 2018        | Noches con Platanito          | Él mismo                | Programa de variedades                                                       |
| 2018 - 2025 | Cobra Kai                     | Miguel Díaz             | 60 episodios                                                                 |
| 2019 - 2022 | Victor and Valentino          | Andrés                  | Voz                                                                          |
| 2019 - 2021 | Cleopatra in Space            | Zaid                    | Voz                                                                          |
| 2020        | Fast & Furious: Spy Racers    | Lucas                   | Voz                                                                          |
| 2021        | Wu-Tang: An American Saga     | Rey Tech                | Episodio: "As High as Wu-Tang Gets"                                          |
| 2022        | The Boys Presenta: Diabolical | Aqua Agua               | Voz, episodio: "An Animated Short Where Pissed-Off Supes Kill Their Parents" |
| 2023        | Blue Beetle                   | Jaime Reyes/Blue Beetle | Película                                                                     |

## Premios y nominaciones
| Año  | Premio              | Nominado                                          | Categoría                                           | Resultado | Referencias |
| ---- | ------------------- | ------------------------------------------------- | --------------------------------------------------- | --------- | ----------- |
| 2025 | Kids' Choice Awards | Él mismo por su papel de Miguel Díaz en Cobra Kai | Estrella masculina de televisión favorita (familia) | Ganador   | [ 9 ]       |